# LA SAISON D'AMOUR
『LA SAISON D'AMOUR』（ラ・セゾン ダムール）は、1982年8月21日に発売されたアン・ルイスの8枚目のスタジオ・アルバム。発売元はビクターレコード。規格品番は、LP: SJX-30160、CD：VDR-1208。

## 概要
結婚・出産を経て、休養明け第1弾となったオリジナル・アルバム。プロデュースと全ての編曲はイギリスのギタリスト、Lea Hart(リー・ハート)が担当している。ジャケット写真は宇崎竜童の撮影によるもの。
本作のタイトル曲とも言えるシングル「ラ・セゾン」はアルバムヴァージョンで収録されており、シングルバージョンに比べて軽めのニューロマンティック的なサウンドを深めた仕上がりになっている。ちなみにこの曲は、作詞を三浦百恵(山口百恵)、作曲は沢田研二が手掛けているが、これはアン自身が復帰直後の楽曲制作を大ファンであるジュリーと友人である百恵に書いて欲しいと希望し実現したものである。百恵は当時既に芸能界を引退し一般人となっていたが、友人のアンの為ならと依頼を引き受けている。
休養中に今後の音楽の方向性について考えていたというアンは、演奏に外国人ミュージシャンの起用をイメージしており、本作には1970年代後半に活動したイギリスのパワーポップバンド、ROLL-UPSが参加している。
CDは1986年に発売されて以降、長きに亘り廃盤の状態が続いていたが、2013年8月28日にタワーレコード限定で27年ぶりに再発売が実現された。また、2022年3月2日にはMEG-CDの取扱いが開始されている。

## 収録曲

### LP / CT
| 全編曲: LEA HART。 |                                       |            |            |       |
| #                  | タイトル                              | 作詞       | 作曲       | 時間  |
| 1.                 | 「PHOTOGRAPH」                        | LEA HART   | LEA HART   | 3:35  |
| 2.                 | 「BABY LET ME STAY TONIGHT」          | LEA HART   | LEA HART   | 3:15  |
| 3.                 | 「さよならスウィートハート」          | 下田逸郎   | 大沢誉志幸 | 3:29  |
| 4.                 | 「LA SAISON」(アルバム・ヴァージョン) | 三浦百恵   | 沢田研二   | 3:32  |
| 5.                 | 「SHAKE DOWN」                        | LARRY GUZY | LARRY GUZY | 4:41  |
| 6.                 | 「DON'T SMILE FOR ME PART I」         | 下田逸郎   | 竹内まりや | 1:55  |
| 合計時間:          | 合計時間:                             | 合計時間:  | 合計時間:  | 20:27 |

| 全編曲: LEA HART。 |                                |              |              |       |
| #                  | タイトル                       | 作詞         | 作曲         | 時間  |
| 1.                 | 「CAN YOU LIGHT MY FIRE」      | NICKY ONIDIS | NICKY ONIDIS | 4:04  |
| 2.                 | 「ALL MIXED UP」               | LEA HART     | LEA HART     | 4:37  |
| 3.                 | 「AちょっとHOTみだら」         | 下田逸郎     | 桑名将大     | 3:07  |
| 4.                 | 「つかのまスターダスト」       | 下田逸郎     | 桑名将大     | 2:52  |
| 5.                 | 「DOUBLE VISION」              | LEA HART     | LEA HART     | 3:13  |
| 6.                 | 「DON'T SMILE FOR ME PART II」 | 下田逸郎     | 竹内まりや   | 3:41  |
| 合計時間:          | 合計時間:                      | 合計時間:    | 合計時間:    | 21:34 |

### CD
| 全編曲: LEA HART。 |                                       |              |              |       |
| #                  | タイトル                              | 作詞         | 作曲         | 時間  |
| 1.                 | 「PHOTOGRAPH」                        | LEA HART     | LEA HART     | 3:35  |
| 2.                 | 「BABY LET ME STAY TONIGHT」          | LEA HART     | LEA HART     | 3:15  |
| 3.                 | 「さよならスウィートハート」          | 下田逸郎     | 大沢誉志幸   | 3:29  |
| 4.                 | 「LA SAISON」(アルバム・ヴァージョン) | 三浦百恵     | 沢田研二     | 3:32  |
| 5.                 | 「SHAKE DOWN」                        | LARRY GUZY   | LARRY GUZY   | 4:41  |
| 6.                 | 「DON'T SMILE FOR ME PART I」         | 下田逸郎     | 竹内まりや   | 1:55  |
| 7.                 | 「CAN YOU LIGHT MY FIRE」             | NICKY ONIDIS | NICKY ONIDIS | 4:04  |
| 8.                 | 「ALL MIXED UP」                      | LEA HART     | LEA HART     | 4:37  |
| 9.                 | 「AちょっとHOTみだら」                | 下田逸郎     | 桑名将大     | 3:07  |
| 10.                | 「つかのまスターダスト」              | 下田逸郎     | 桑名将大     | 2:52  |
| 11.                | 「DOUBLE VISION」                     | LEA HART     | LEA HART     | 3:13  |
| 12.                | 「DON'T SMILE FOR ME PART II」        | 下田逸郎     | 竹内まりや   | 3:41  |
| 合計時間:          | 合計時間:                             | 合計時間:    | 合計時間:    | 42:24 |

## 参考資料
- オリコン『ALBUM CHART-BOOK COMPLETE EDITION 1970-2005』オリコン・マーケティング・プロモーション、2006年4月。ISBN 978-4-87131-077-2。
- アン・ルイス『LA SAISON D'AMOUR』（ライナーノーツ）JVCケンウッド・ビクターエンタテインメント、タワーレコード、2013年8月28日。NCS-10037。